# Alte Wache Zeughaus

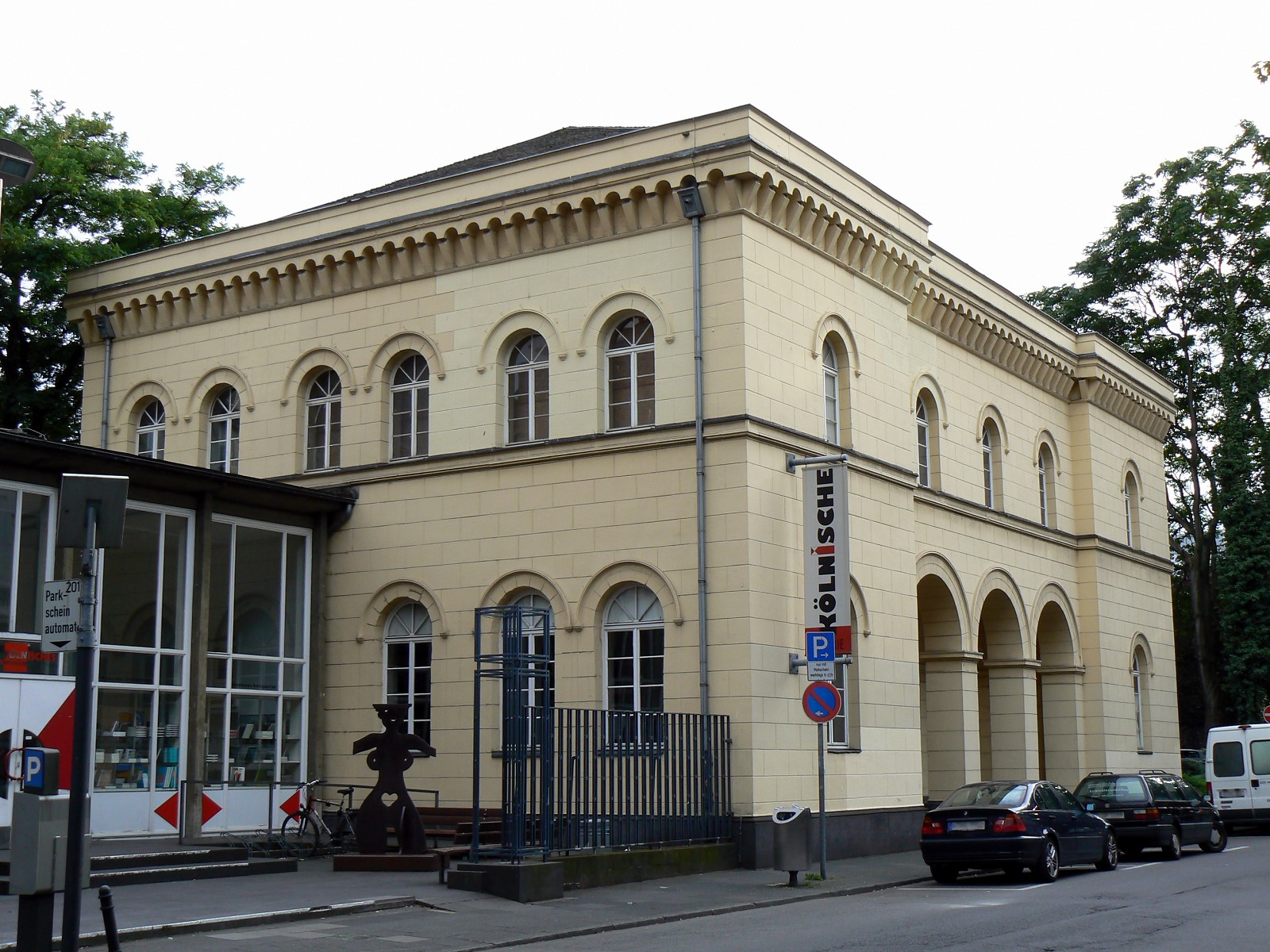
Alte Wache am Zeughaus

Die Alte Wache am Zeughaus ist eins der wenigen erhaltenen oder wieder aufgebauten klassizistischen Gebäude vom Beginn der preußischen Zeit in Köln. Sie steht gegenüber dem Regierungspräsidium in der Zeughausstraße. Mit dem alten Zeughaus ist sie durch einen Verbindungsbau verbunden; der gesamte Gebäudekomplex beherbergt das Kölnische Stadtmuseum, wobei die Alte Wache für Wechselausstellungen genutzt wird.

## Baugeschichte
Das Gebäude war eines von drei neuen Wachgebäuden, die die preußische Militärverwaltung im Einvernehmen mit der Stadt in den Jahren 1840/41 errichten ließ. Die größere Hauptwache auf dem Heumarkt wurde bereits 1877 abgebrochen, von der Wache am Waidmarkt neben dem Friedrich-Wilhelm-Gymnasium blieb ein Portikus erhalten bis zum Einsturz des Historischen Archivs in der Severinstraße beim Bau der Nord-Süd-Stadtbahn im März 2009. Die Pläne für die Wachgebäude stammten vom Architekt am Platze, dem Ingenieurmajor Schuberth, wurden aber in Einzelheiten verändert. Die Wache am Zeughaus war im sogenannten Florentiner Stil geplant und für 30 Soldaten vorgesehen.
Während des Zweiten Weltkriegs wurde das Gebäude bis auf die Außenmauern zerstört, konnte aber 1957/58 wieder aufgebaut werden. Anfangs nahm es die Sammlungen des Römisch-Germanischen Museums auf, bis dieses ein eigenes Gebäude erhielt.

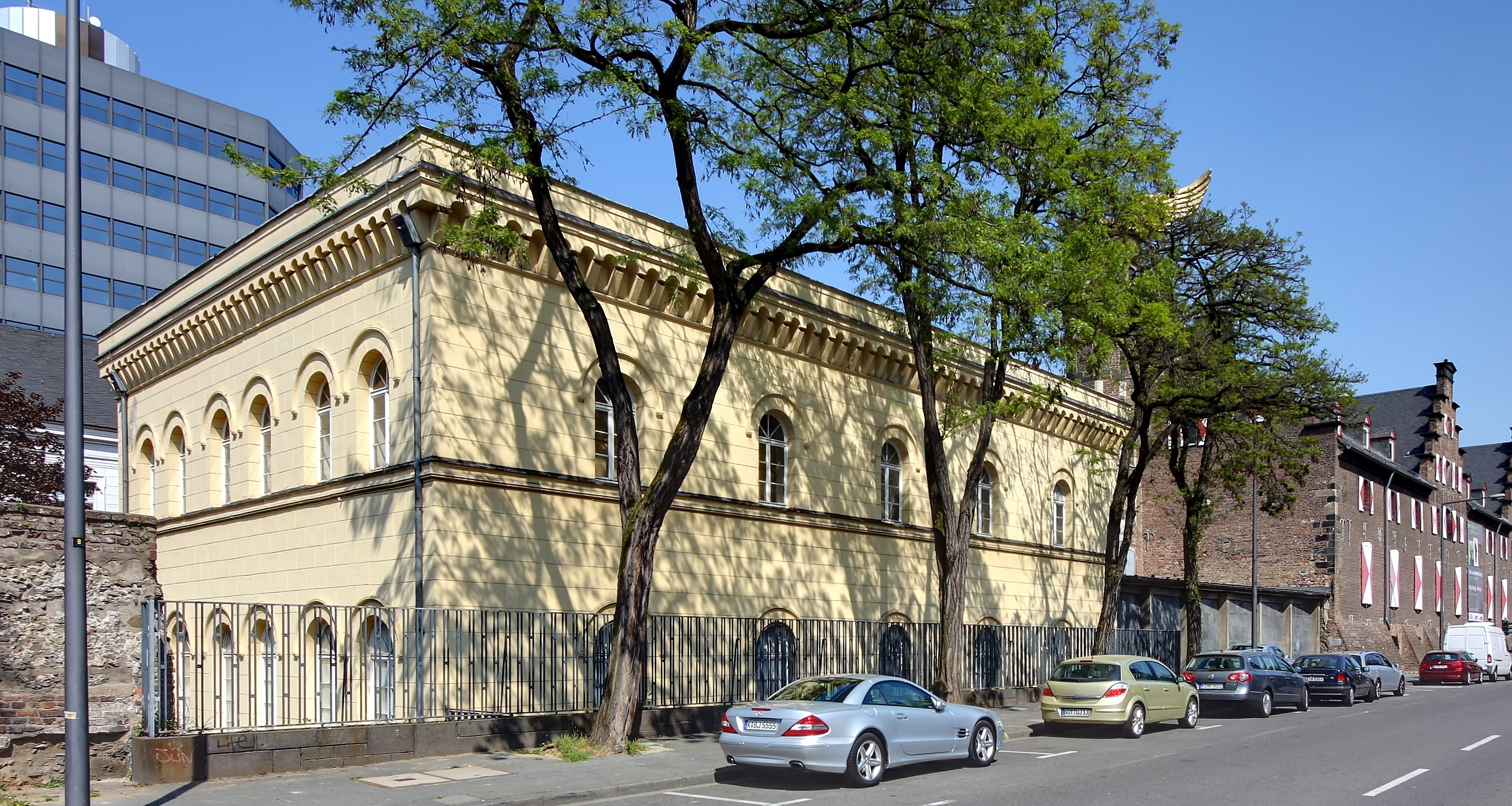
Ansicht von der Burgmauer
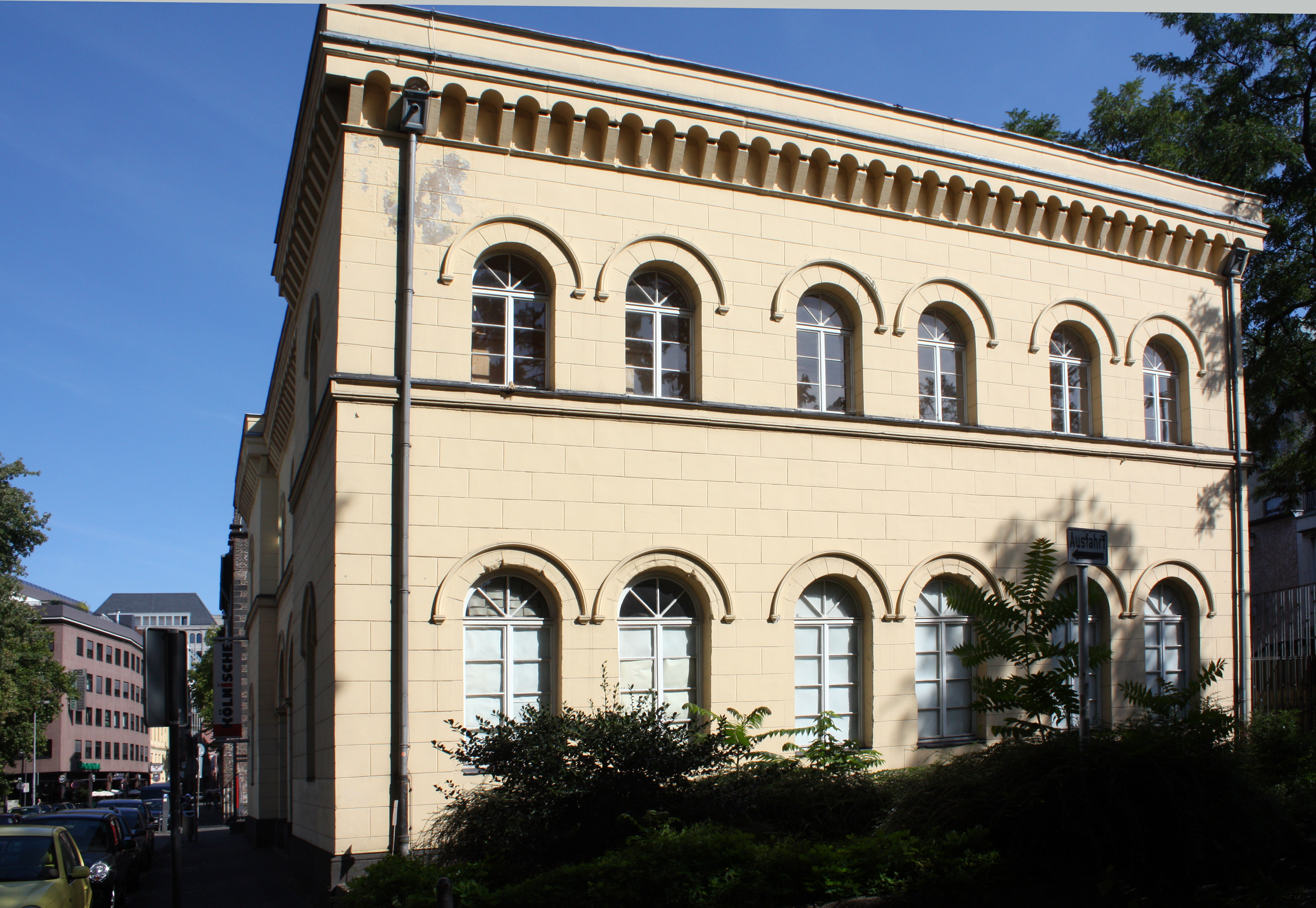
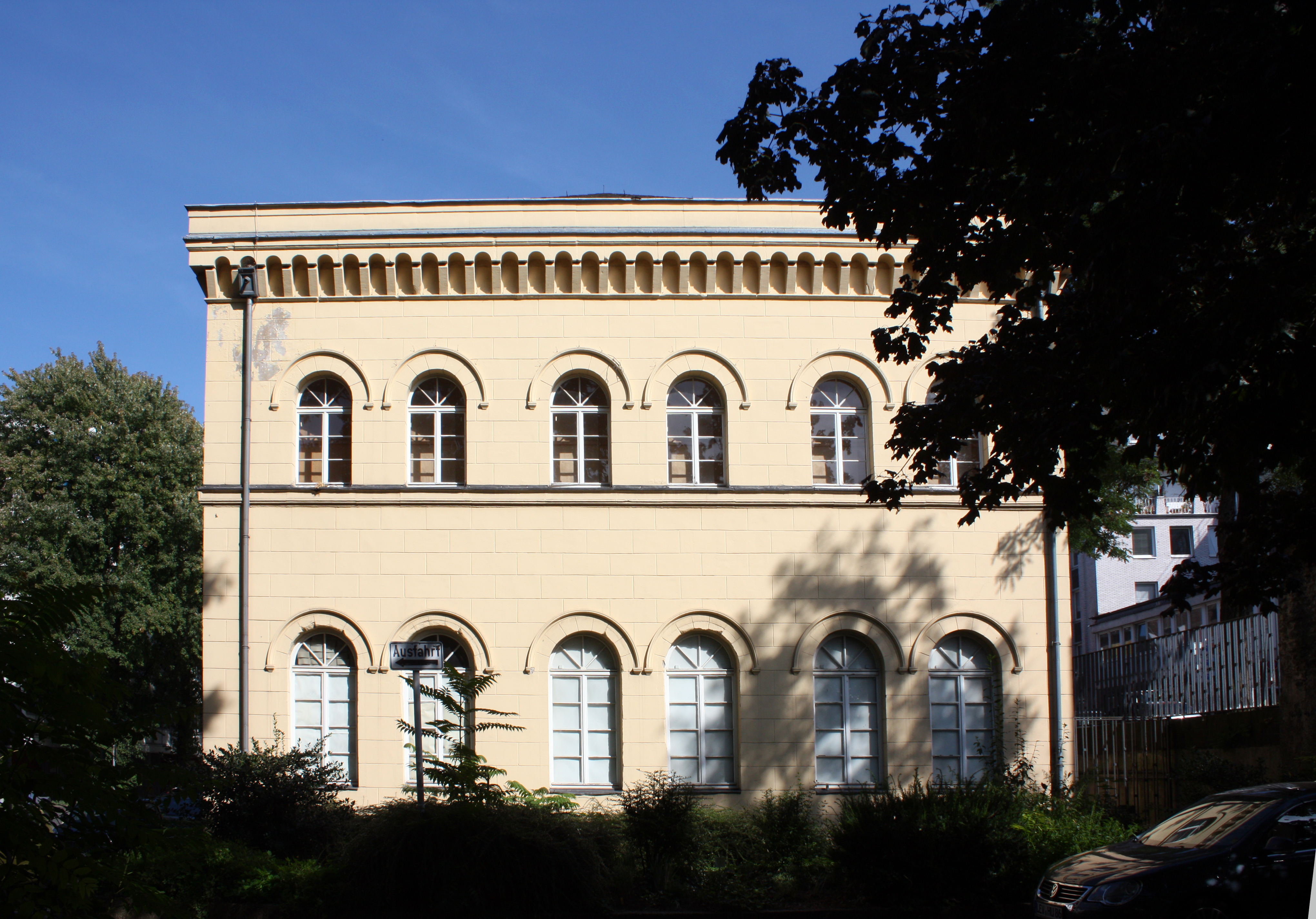
Westfassade